# Frederick Moloney
Frederick Graham “Fred” Moloney (Ottawa, Illinois, 4 d'agost de 1882 – Chicago, 24 de desembre de 1941) va ser un atleta estatunidenc, que va córrer a principis del segle xx i que va prendre part en els Jocs Olímpics de París el 1900.
Especialista en els 110 metres tanques, va guanyar la medalla de bronze en aquesta prova als Jocs de París del 1900 amb un temps de 15.6", rere Alvin Kraenzlein i John McLean.
Moloney també disputà els 100 metres lliures, quedant segon en la primera ronda eliminatòria i tercer en la semifinal. Això el va dur a una repesca que no superà. En els 200 metres tanques acabà tercer de la seva semifinal, quedant eliminat.